# Challenger de Meknes 2013
El torneo Morocco Tennis Tour – Meknes 2013 fue un torneo de tenis profesional que se jugó en pistas de tierra batida. Se trató de la 6.ª edición del torneo que forma parte del ATP Challenger Tour 2013. Tuvo lugar en Mequinez, Marruecos entre el 9 y 15 de septiembre de 2013.

## Jugadores participantes del cuadro de individuales

### Cabezas de serie
| País                | Jugador             | Ranking1 | Favorito | Posición en el torneo |
| ------------------- | ------------------- | -------- | -------- | --------------------- |
| Bandera de Francia  | David Guez          | 167      | 1        | Segunda ronda         |
| Bandera de Italia   | Thomas Fabbiano     | 176      | 2        | Segunda ronda         |
| Bandera de Alemania | Cedrik-Marcel Stebe | 183      | 3        | CAMPEÓN               |
| Bandera de Francia  | Florent Serra       | 206      | 4        | Primera ronda         |
| Bandera de Francia  | Lucas Pouille       | 214      | 5        | Primera ronda         |
| Bandera de Austria  | Dominic Thiem       | 216      | 6        | Primera ronda         |
| Bandera de España   | Jordi Samper        | 229      | 7        | Cuartos de final      |
| Bandera de Canadá   | Steven Diez         | 235      | 8        | Cuartos de final      |

- 1 Se ha tomado en cuenta el ranking del día 26 de agosto de 2013.

### Otros participantes
Los siguientes jugadores recibieron una invitación (wild card), por lo tanto ingresan directamente al cuadro principal (WC):
- Hicham Khaddari
- Yassine Idmbarek
- Younes Rachidi
- Mehdi Zaidi

Los siguientes jugadores ingresan al cuadro principal tras disputar el cuadro clasificatorio (Q):
- Lukas Jastraunig
- Michael Bois
- Marc Rath
- Laurent Lokoli

Los siguientes jugadores ingresan al cuadro principal como jugadores alternativos (Alt):
- Daniele Giorgini

## Campeones

### Individual Masculino
- Cedrik-Marcel Stebe derrotó en la final a  Yannik Reuter, 6-4, 4-6, 6-2

### Dobles Masculino
- Alessandro Giannessi /  Gianluca Naso derrotaron en la final a  Gerard Granollers /  Jordi Samper, 7-5, 7-63.